# Trichopeltis feae
Trichopeltis feae är en mångfotingart som beskrevs av Pocock. Trichopeltis feae ingår i släktet Trichopeltis och familjen Cryptodesmidae. Inga underarter finns listade i Catalogue of Life.